# Sugababes
Sugababes es un grupo femenino británico compuesto por su formación original, constituida por Siobhán Donaghy, Mutya Buena y Keisha Buchanan. Es uno de los grupos femeninos más exitosos de Inglaterra gracias a sus más de seis millones de discos vendidos, seis sencillos n.º 1, un premio BRIT y otras ocho nominaciones.
El grupo fue creado por Donaghy, Buena y Buchanan en 1998 cuando aún eran adolescentes, y cada una de ellas fue abandonándolo por distintos motivos a lo largo de la siguiente década, siendo sustituidas paulatinamente por Heidi Range, Amelle Berrabah y Jade Ewen hasta no quedar ninguna componente original. En 2012 la formación original se reunió para volver a actuar juntas y en 2019 recuperaron los derechos para usar el nombre del grupo.

## Historia

### 1998-2001: Formación,One Touchy salida de Siobhan Donaghy
Keisha Buchanan (30 de septiembre de 1984), Mutya Buena (21 de mayo de 1985) y Siobhán Donaghy (14 de junio de 1984) se conocieron mientras Donaghy y Buena cantaban en el mismo estudio de grabación. Tenían en común el mismo manager, Ron Tom, creador del grupo All Saints, con quien habían firmado como artistas en solitario. Mutya y Keisha eran amigas del colegio y una tarde Keisha acompañó a Mutya al estudio de grabación. Al verlas, Ron Tom sugirió que cantasen juntas. La familia de Keisha era de Jamaica, la madre de Mutya de Irlanda y el padre de Filipinas.

#### One Touch
El trío decidió formar el grupo en 1998. London Records les hizo un contrato cuando tenían 14 años. Publicaron en 2000 su álbum-debut como Sugababes. Su álbum se tituló One Touch, y disfrutó de éxito internacional, llegando al Top 40 en el Reino Unido, y vendiendo cerca de medio millón de copias en todo el mundo, llegando al millón en 2006.
El primer sencillo, Overload, llegó a las 6.ª posición de una lista británica y fue nominada a un premio Brit (los Grammy ingleses). El resto de sencillos consiguieron entrar al Top 20 y Top 40 de las listas británicas: New Year (12), Run for Cover (13) y Soul Sound (30). Este primer álbum lleva vendidas alrededor de un millón de copias en todo el mundo y el sencillo Overload 155.000 en el Reino Unido. 
Sin embargo, a pesar de gozar de popularidad, el disco no llegó a asentarse en las listas y, después de estar de gira por todo el mundo, Siobhán tuvo una fuerte depresión que la llevó a abandonar el grupo. En ese momento se citó la mala relación entre las chicas como el motivo de su marcha, aunque años después el grupo ha hablado de los abusos que sufrieron a manos de su propio equipo.
Siobhán abandonó la formación cuando estaban de gira por Japón, en 2001. Debido a la separación y a las decepcionantes ventas del álbum, London Records dio por terminado el contrato con el grupo, mientras Siobhan seguiría trabajando en la discográfica como artista en solitario.

### 2002-2005: Éxito comercial y salida de Mutya Buena

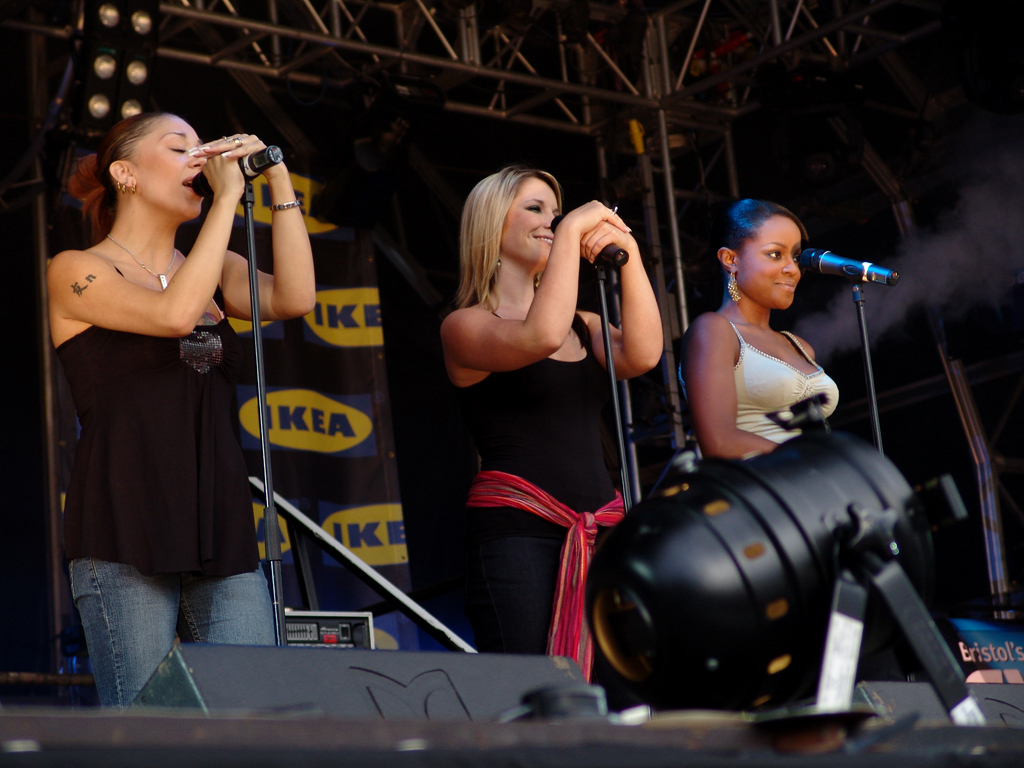
Sugababes el 12 de agosto de 2004.

En 2002 el equipo de managers del grupo contrató a Heidi Range para sustituir a Siobhan. Heidi venía de trabajar como miembro de Atomic Kitten en sus inicios, y con ella el grupo tomó un giro a un sonido más electrónico y R&B alternativo. 
Con la llegada de Heidi comienza una etapa de asentamiento que encadena números 1 en Europa y Asia, y el grupo consigue hacerse un hueco en la música británica de principios del siglo XXI, teniendo como estandartes su impecable calidad vocal y su mezcla de pop y R&B contemporáneo.

#### Angels With Dirty Faces
Con Heidi Range y el apoyo de la discográfica Island Records, Sugababes editan un nuevo trabajo, publicado en 2002, que da un giro hacia el pop/rock electrónico y que las asienta en el mundo de la música, sobre todo en el mercado inglés.
El primer sencillo, Freak Like Me, llega al n.º 1 de la lista británica y al Top 10 de numerosas listas en Europa, destacando el n.º 2 en Irlanda.
El segundo sencillo, Round Round, es su segundo n.º 1 en el Reino Unido y es n.º 2 en Irlanda, los Países Bajos y Nueva Zelanda.
Gracias a estos dos números 1 el álbum debuta en el n.º 2 de la lista de álbumes de su país y es un gran éxito en el resto de Europa.
En la gala de los Brit Awards se llevan el Premio a la Mejor Actuación Femenina y el disco alcanza la cifra de 900.000 copias vendidas en su país y 5 millones en todo el mundo.
La canción que da nombre al álbum, Angels With Dirty Faces, formó parte de la banda sonora de la adaptación al cine de Las Supernenas, y tuvo un vídeo musical animado inspirado en la serie de dibujos. La canción fue lanzada en un doble sencillo junto con Stronger.
Shape fue el último sencillo del disco, y contó con uno de los vídeos musicales más espectaculares que han realizado en su carrera.

#### Three
El tercer álbum del grupo se publica en 2003 y sigue cosechando éxitos. En este disco se alejan un poco del sonido cercano al rock electrónico, introduciendo melodías más bailables y ritmos más variados con influencias orientales, con numerosas baladas y medios tiempos. En el álbum se incluye la canción Maya, escrita por Mutya en homenaje a su hermana Maya, que había fallecido recientemente. 
Su primer sencillo, Hole In The Head, llega al n.º 1 en el Reino Unido y Dinamarca y es n.º 2 en Irlanda, los Países Bajos y Noruega. Entra en el n.º 96 del Billboard Hot 100 de EE. UU., aunque en el Billboard Dance de EE. UU. alcanza el n.º 1.
El segundo sencillo, Too Lost In You (canción incluida en la BSO de Love Actually) entra en el Top 10 del Reino Unido, Alemania, los Países Bajos y Noruega, triunfando en Taiwán, China y Filipinas. Esta canción es una versión de Quand J'ai Peur de Tout de la francesa Patricia Kaas.
In the Middle, tercer sencillo, entra en el Top 10 británico y es Top 20 en Irlanda.
Caught in a Moment es una balada que entra al n.º 8 en su país. 
El disco vende en total 800.000 copias en el Reino Unido y 5 millones en todo el mundo. 
En marzo de 2005 Mutya da a luz a su hija Tahlia.

#### Taller In More Ways
El cuarto disco es publicado en 2005, y es el primero en entrar en el n.º 1 de la lista de álbumes del Reino Unido. En este álbum vuelven al sonido electrónico, esta vez al servicio de un pop mucho más puro, lejos de los toques de rock de éxitos como Freak Like Me.
El primer sencillo, Push The Button, es un medio tiempo con sonido claramente electrónico. Es n.º 1 en el Reino Unido, Irlanda, Austria y Nueva Zelanda, n.º 2 en Alemania, n.º 3 en Noruega, Australia y Suiza y Top 10 en Italia, Grecia, Bulgaria, Suecia y los Países Bajos. Fue nominado al Mejor Sencillo Británico en los Brit Awards, pero lo ganó Coldplay con Speed Of Sound. Su éxito fue tal que se convirtió en el sencillo más vendido del grupo hasta la fecha.
El segundo sencillo, Ugly, llega al n.º 3 en su país, a pesar de que apenas pudo ser promocionado a causa de una aparente enfermedad que afectó a Mutya.

#### Salida de Mutya Buena
En diciembre de 2005 se anunció que Mutya Buena dejaba Sugababes. Según un comunicado en su sitio oficial de Internet, La decisión de Mutya está basada puramente en razones personales, y continuará teniendo gran amistad con sus compañeras de grupo Keisha y Heidi. En 2007 Mutya lanzaría a la venta un álbum en solitario. Sobre su salida, ella misma reconoció que no fue por problemas con Keisha, defendiéndola de los rumores de acoso que surgieron. Heidi contó en una entrevista que estuvo molesta con Mutya cuando se fue, ya que eran amigas pero nunca le dijo que se iba o por qué lo hacía.

### 2006-2009:Change,Catfights & Spotlightsy salida de Keisha Buchanan

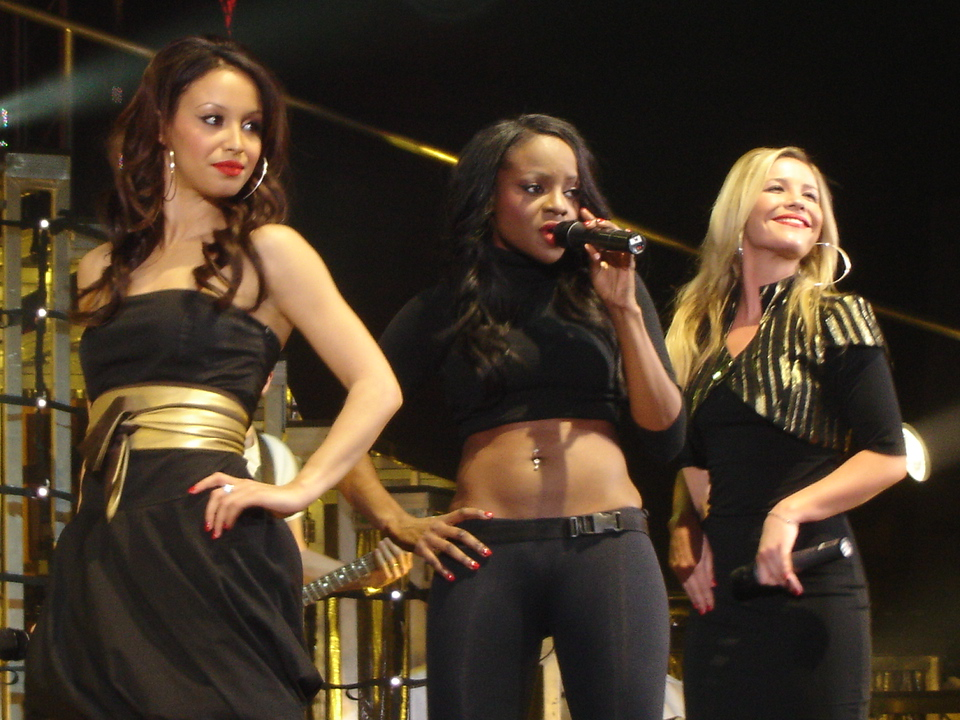
Sugababes el 11 de abril de 2006.

Los managers del grupo sustituyen a Mutya por Amelle Berrabah, de ascendencia marroquí. En esta etapa el grupo prueba otras variantes de su sonido más pop, que difícilmente son comparables a sus trabajos anteriores; desde el pop más dulce del álbum Change, al agresivo de Get Sexy e Easy, pasando por el estilo old-school del álbum Catfights and Spotlights.

#### Taller In More Ways(reedición)
Aprovechando la entrada de Amelle, se lanza una reedición del disco en el que se regraban algunas canciones como Gotta Be You, Follow Me Home, Now You're Gone y Red Dress, sustituyendo la voz de Mutya por la de Amelle, aunque Keisha y Heidi también regrabaron algunas de sus partes.
Red Dress es lanzado como el tercer sencillo del disco, teniendo una buena acogida al alcanzar el n.º 4 en la lista de su país. 
En abril de 2006 ganan en Polonia el premio ESKA al Mejor Grupo Femenino del Mundo.
Follow Me Home fue el cuarto y último sencillo del álbum y alcanzó el n.º 32 en su país, la posición más baja del grupo hasta la fecha.
El álbum vende 6,3 millones de copias en todo el mundo, un millón de ellas solo en el Reino Unido.

#### Overloaded: The Singles Collection
Con un título que homenajea al primer sencillo de la historia del grupo, se lanza un recopilatorio de la mayoría de éxitos, tales como Push The Button, Hole In The Head, Overload o Freak Like Me. El disco se publicó a mediados de octubre de 2006 en el Reino Unido y, después, en todo el mundo. El tema inédito grabado para la ocasión, Easy, es el primero en cuya creación interviene la nueva componente del grupo, Amelle Berrabah. Incluye también, Good To Be Gone, otra canción inédita. Las ventas actuales del álbum son superiores a las 550.000 en el Reino Unido y a 1,1 millones de copias a nivel mundial.
Los únicos sencillos que no se incluyeron en la recopilación fueron New Year y Soul Sound, del álbum One Touch y Follow Me Home, del álbum Taller In More Ways.
También en 2006 grabaron una particular versión de I Bet You Look Good On the Dancefloor de Arctic Monkeys.

#### Walk This Way, sencillo conGirls Aloud
Los grupos femeninos más importantes del Reino Unido, Girls Aloud y Sugababes se unieron para colaborar juntas en la versión del tema Walk This Way, que fue publicado el 12 de marzo de 2007, como sencillo oficial de la fundación Comic Relief. El sencillo es una versión del tema de Aerosmith Walk This Way. El dinero que recaudaron fue con fines benéficos, para la mencionada fundación.
El sencillo entró en el n.º 1 en su primera semana en las listas de ventas del Reino Unido, desbancando a Take That con Shine. El sencillo, además, llegó al Top 20 en Irlanda. En el resto del mundo, el sencillo tuvo un moderado éxito de ventas, llegando al Top 10 en unos pocos países de Europa y Asia.

#### Change
El quinto álbum de estudio del grupo es el primero en el que Amelle participa en la producción desde el principio. Salió a la venta en octubre de 2007. 
Su primer sencillo fue About You Now que fue n.º 1 en varios países y que con más de 400.000 copias vendidas solo en el Reino Unido, es el más vendido de la historia del grupo, superando al anterior n.º 1, Push The Button. 
El segundo sencillo fue Change, que da título al disco y el tercero Denial. También lanzaron otro en formato digital, My Love Is Pink, distribuido en forma física principalmente para las salas de baile. Este disco lleva más de 450.000 copias vendidas solo en su país y más de 800.000 a nivel mundial.

#### Catfights and Spotlights
Menos de un año después del lanzamiento de Change, la banda anuncia que finaliza su promoción para centrarse en la elaboración del sexto álbum del grupo. La grabación destaca por abandonar el sonido electrónico que había caracterizado sus últimos trabajos, añadiendo toques soul y folk a la acostumbrada mezcla de pop y R&B contemporáneo, un sonido muy relacionado con la música de los años 60 y 70, tanto con el pop británico como con la música negra estadounidense propia del sonido Motown.
Además, apuestan por aprovechar el buen momento vocal que viven, manteniendo sus voces sin distorsionar e incluyendo como tema extra una versión acústica de About you now, el primer sencillo del álbum anterior y el más vendido de su carrera.
El mismo año las chicas se encargaran de encender el alumbrado navideño de Londres, en una fiesta ceremonial en la calle que se realiza todos los años y en la que actúan varios artistas, aunque solo uno tiene el honor de encargarse de pulsar el botón de encendido. Para ese momento el grupo interpretó el tema Push the button, obviamente. 
El primer sencillo, Girls, tuvo su posición más alta en las listas británicas en el n.º 3. El álbum salió a la venta el 20 de octubre de 2008, y para cuando el segundo sencillo, No Can Do, salió al mercado, las ventas del álbum ya eran muy escasas, por lo que no se esperaba una buena acogida. Sin embargo, No Can Do, no llegó a ser el hundimiento que se esperaba, alcanzando el n.º 23 en la lista de sencillos, y vendiendo bastante más que otros del grupo que alcanzaron mejores posiciones.
El álbum debutó en el n.º 8 de las listas británicas, permaneciendo solo cuatro semanas dentro del UK Top 50. El cambio de estilo no terminó de enganchar al público, y aunque los sencillos no tuvieran una mala acogida no pudieron evitar que el álbum fuera uno de los menos vendidos de su carrera.

#### Grabación deSweet 7y sencilloGet Sexy
En junio de 2009, el grupo colabora en un disco recopilatorio que celebra el 50 aniversario de la discográfica Island Records, al que contribuyen incluyendo Push the button, uno de sus mayores éxitos, y con una versión de Teardrops, éxito de Womack & Womack de los años 80. 
Descontentas con la promoción de su último disco, el grupo firma un contrato con Island Def, una de las subdivisiones de su anterior discográfica, Island Records, centrada más en artistas de R&B. Después volaron a Los Ángeles para firmar un contrato con Roc Nation, la discográfica propiedad de Jay-Z y grabar su séptimo álbum de estudio con la ayuda de diversos productores estadounidenses. En esta etapa buscan un estilo derivado de su último disco, cerca del R&B pero con un sonido más actual y estadounidense. Preparan por primera vez un lanzamiento en los Estados Unidos, país en el que ya habían promocionado algunos sencillos en la radio, pero nunca al nivel de actuaciones como en el Reino Unido u otros países europeos.
En los meses previos a la presentación del nuevo sencillo, Amelle graba Never Leave You, junto con Tinchy Stryder, el que sería el tercer sencillo de su álbum Catch 22, que con los dos anteriores consiguió coronar la lista británica al obtener un n.º 3 y un n.º 1. La canción goza de un enorme éxito y llega al n.º 1 en ventas. Así, Amelle se convierte en la primera Sugababe en conseguir un n.º 1 fuera del grupo, y en el primer miembro de una girlband que lo consigue fuera de su formación original, desde que Geri Halliwell lo hiciera en 2001 con It's rainning men.
En julio de 2009 se presenta Get Sexy, el primer sencillo del nuevo trabajo. La canción apuesta por un sonido más urbano y estadounidense y con toques electrónicos. Destaca por la fuerza y a la vez sensualidad que transmiten las voces, en uno de los sencillos más agresivos de su carrera.
Durante el mes de agosto el grupo realiza varios conciertos en festivales veraniegos, en los que comienzan a presentar el que será el segundo sencillo del álbum, About a girl, producida por RedOne. Finalmente, Get Sexy entra en el n.º 2 en la lista británica, aunque con 55.708 copias vendidas, es su mejor lanzamiento desde Push the Button en 2005.

#### Expulsión de Keisha
En septiembre de 2009, dos meses antes de la salida al mercado de Sweet 7, Keisha Buchanan es expulsada de la formación. En un escueto comunicado oficial, se explica que será sustituida por la cantante Jade Ewen, y que Keisha seguirá grabando para Island Records en solitario. Keisha, Heidi y Amelle estaban en Los Ángeles grabando el vídeo musical de About a Girl, y en la prensa corría el rumor de que Amelle iba a abandonar el grupo y que en su lugar entraría Jade Ewen, representante del Reino Unido en el Festival de Eurovisión de 2009. Keisha en persona desmintió los rumores, alegando de que no habría cambios y que nadie se uniría al grupo... sin saber que a quién Jade sustituiría sería a ella misma, y es que Jade estaba en la misma ciudad haciendo pruebas para unirse al grupo.
Con la expulsión de Keisha, el grupo pierde a la última fundadora que quedaba en la banda, si bien Heidi, a pesar de no ser fundadora original es, después de Keisha, la persona con mayor antigüedad.

### 2009-2011:Sugababessin miembros originales y separación

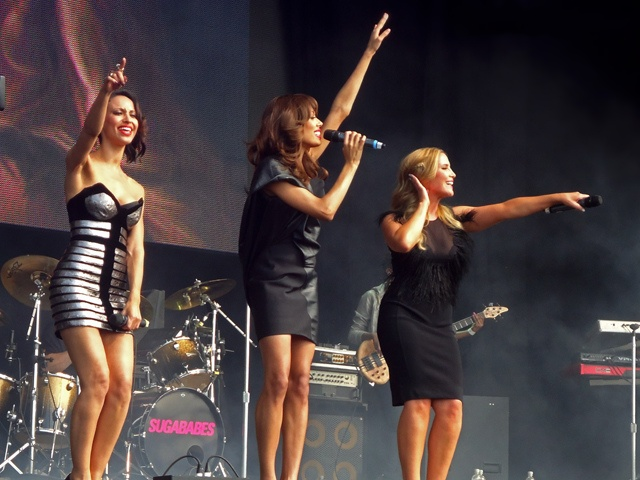
Sugababes el 2 de julio de 2011.

Una crisis de identidad afecta a los seguidores, que temen que al perder a la principal compositora y voz del grupo también se haya extinguido la identidad de la banda, a la que se acusa en los medios de haber convertido su nombre en una marca comercial, donde no importa que empezase como un proyecto original de tres estudiantes de instituto.
La nueva formación acude a la radio BBC1 para explicar los motivos por el nuevo relevo en el grupo. Heidi y Amelle exponen que no querían expulsar a Keisha, pero que no podían trabajar más con ella y que se lo comunicaron a la discográfica. Ésta entonces contactó con Jade, quien acudió a Los Ángeles y esperó unos días para hacer una prueba para el grupo. Según dicen Heidi y Amelle, durante unos días en que se intentaron arreglar las cosas entre las chicas, el grupo sencillamente no existía, y la propia Amelle estaba dispuesta a abandonar definitivamente, pero la discográfica les ofreció continuar junto con Jade en el grupo, a la vista de que no había vuelta atrás en la separación de los miembros, y de que Heidi y Amelle estaban dispuestas a seguir trabajando juntas.
Durante esos días uno de los temas principales de discusión en los medios volvió a ser la difícil personalidad de Keisha, y mientras Siobhán Donaghy recordó el acoso que dijo sufrir por parte suya, Mutya Buena habló por primera vez abiertamente acerca de su separación del grupo, aludiendo únicamente a problemas personales y que en nada tuvo que ver su relación con Keisha, que fue buena en todo momento. Mutya certificó que no consideraba a Keisha una acosadora.
Acerca de la legitimidad de la nueva formación, Heidi manifestó que fue sólo a partir de su llegada cuando el grupo comenzó a tener un éxito real, que ella fue quien vivió el primer número uno de la banda, Freak Like Me; cuando se incorporó, Siobhan, Mutya y Keisha habían sido despedidas de London Records por las escasas ventas de One Touch, por lo que fue con ella con quien el grupo pudo consolidarse y crecer.
También confirman que la actual formación no realizará ninguna interpretación de los temas del álbum One Touch(incluyendo el sencillo Overload) por respeto a las compositoras originales y a los fans.

#### Sweet 7
La nueva etapa del grupo no empieza con buen pie. Los problemas depresivos que Amelle lleva sufriendo desde antes de la expulsión de Keisha las lleva a cancelar todos los eventos que tenían previstos. Mientras que con Keisha las actuaciones habían corrido a su cuenta y la de Heidi, con la nueva formación se sienten incapaces de estrenarse con un miembro menos. Estos problemas culminan con la hospitalización de Amelle en una clínica europea durante un período previsto de tres semanas. Durante ese momento la promo del grupo se basa en el estreno del videoclip de "About a girl" y en la presentación de las portadas del sencillo y del álbum.
En noviembre de 2009 la cadena de tiendas HMV lanza a la venta un disco llamado My Inspiration, en el que cantantes actuales del Reino Unido realizan versiones de clásicos de la música. Este incluye una versión de "For once in my life", tema original de Stevie Wonder, grabada por el grupo cuando Keisha aún formaba parte de él.
A mediados de octubre la muestra del álbum, que contenía las versiones originales (cantadas por Keisha) de seis canciones de Sweet 7 sale a la venta en ebay, web en la que alcanza cifras de hasta 500 libras, y que pocos días después se filtra en Internet.
Los problemas continúan y a finales de octubre de 2009 se anuncia que el lanzamiento del álbum se pospone hasta el 22 de febrero de 2010. El segundo sencillo, About a Girl, salió a la venta el 9 de noviembre, mientras que se anuncia el lanzamiento de Wear My Kiss como tercer sencillo para el 8 de febrero de 2010.
El álbum sale a la venta, siendo el número 14 en la lista de ventas inglesa, y el 35 en la irlandesa, tratándose del peor estreno de un álbum del grupo desde One Touch. Sweet 7 pasa totalmente desapercibido, aguantando sólo tres semanas en el top 100 y apenas alcanzando lo que Catfights & Spotlights vendió sólo en su primera semana El álbum recibe críticas muy duras, en las que se castiga el hecho de haber adoptado un sonido americano demasiado impersonal y perdiendo el estilo que caracterizaba al grupo. A pesar de tener planeados el lanzamiento de dos sencillos más en principio, las nulas ventas del álbum les obligan a cerrar la etapa más dura para el grupo.

#### SencilloFreedomy descanso indefinido
El 5 de julio de 2011 el grupo anuncia que ha dejado su sello discográfico de 10 años, Island Records, para hacer un contrato con RCA Records. Mientras que el grupo planea lanzar el tema Freedom como primer sencillo del nuevo proyecto en septiembre, este termina siendo ofrecido como descarga gratuita. El grupo inicia un descanso indefinido en 2012 para trabajar en proyectos individuales: Range participó en la séptima serie de Dancing On Ice mientras que Berrabah trabajó en material musical. 

### 2012 - 2013: Regreso de las componentes originales comoMutya Keisha Siobhan
En 2010, meses después de su salida del grupo, Keisha Buchanan se reúne con Mutya Buena y Siobhan Donaghy. Mientras que no toman ninguna acción de inmediato, esto sirve para que recuperen el contacto y reparen su relación. Después de que la formación compuesta por Heidi Range, Amelle Berrabah, y Jade Ewen se separe, las creadoras del grupo comienzan a trabajar juntas de nuevo.
En los meses siguientes se suceden los rumores sobre el retorno de las Sugabababes originales incluyendo un contrato de un millón de libras con Polydor Records y colaboraciones con artistas como MNEK y la cantante y compositora escocesa Emeli Sandé.
Debido a que oficialmente la formación de Range - Berrabah - Ewen sólo estaba en un descanso y no se había separado oficialmente, las componentes originales deciden presentarse con el nombre de Mutya Keisha Siobhan. El grupo también asiste a la ceremonia de apertura de Los Juegos Olímpicos de Londres el 27 de julio de 2012, siendo la primera aparición pública juntas en once años.
La Nochevieja de 2012 el grupo ofrece un concierto íntimo en el cual cantaron tres sencillos de Sugababes: Overload, New Year y Freak Like Me, además de una versión de Diamonds, de Rihanna. La presentación marcó la primera vez que las tres cantaban juntas en más de una década.

#### SencilloFlatliney giraSacred Three
Desde ese momento las chicas siguieron trabajando en su nuevo trabajo, y el único material que se hizo público fue una reinterpretación del Swimming Pools (Drank) de Kendrick Lamar llamado Lay Down in Swimming Pools y una colaboración en un remix del sencillo Entertainment de Phoenix.
El 4 de julio de 2013 el grupo estrenó su primer sencillo, Flatline. e inicia una gira de conciertos por Reino Unido.
El grupo entra en desacuerdo con la discográfica sobre su dirección musical y Flatline termina siendo el único lanzamiento de esta etapa. El grupo recupera la mayoría de canciones que han grabado hasta el momento y comienza el proceso legal para conseguir el derecho de usar la marca Sugababes comercialmente.

### 2019-presente: Recuperación del nombreSugababes,The Lost Tapesy noveno álbum
En agosto del año 2019, DJ Spoony anunció que la formación original aparecería en su álbum "Garage Classical" con un cover de la canción "Flowers" de Sweet Female Attitude. En septiembre del mismo año, se reveló el tracklist oficial del álbum en el cual Buena, Buchanan y Donaghy aparecen como Sugababes indicando que el trío original había conseguido recuperar legalmente su nombre.
El 11 de mayo de 2021, Sugababes lanzaron un remix de su sencillo de 2001 "Run for Cover", producido por MNEK. El mismo día anunciaron una nueva versión extendida de su álbum debut One Touch por su vigésimo aniversario, que contaría con demos de canciones no escuchadas nunca antes y remixes de Dev Hynes y Metronomy, entre otros. El 22 de junio de 2021, Sugababes lanzaron un remix de "Same Old Story" producido por Blood Orange. La nueva versión del álbum llegó al puesto número 18 en los Official Charts.

#### The Lost Tapes
El 3 de junio de 2022, el grupo relanzó su sencillo de 2013 Flatline bajo el nombre de Sugababes. y anuncia una gira por el Reino Unido entre octubre y noviembre de 2022. La Nochebuena de 2022, el grupo lanza por sorpresa en plataformas digitales el álbum The Lost Tapes, que contiene Flatline y otras canciones grabadas entre 2012 y 2013 durante la etapa Mutya Keisha Siobhan.
El 15 de septiembre de 2023, Sugababes lanzó el sencillo "When the Rain Comes", su primer sencillo en diez años tras el lanzamiento de "Flatline" en 2013 bajo el nombre Mutya Keisha Siobhan.

## Miembros
Actuales
- Siobhán Donaghy (1998-2001, 2012-presente)
- Mutya Buena (1998-2005, 2012-presente)
- Keisha Buchanan (1998-2009, 2012-presente)

Anteriores
- Heidi Range (2001-2011)
- Amelle Berrabah (2006-2011)
- Jade Ewen (2009-2011)

## Discografía

### Álbumes
- One Touch (2000)
- Angels with Dirty Faces (2002)
- Three (2003)
- Taller in More Ways (2005)
- Change (2007)
- Catfights and Spotlights (2008)
- Sweet 7 (2010)
- The Lost Tapes (2022)

## Giras
Como artistas principales
- Angels with Dirty Faces Tour (2003)
- Three Tour (2004)
- Taller in More Ways Tour (2006)
- The Greatest Hits Tour (2007)
- Change Tour (2008)
- The Sacred Three Tour (2013)
- Sugababes UK Tour (2022)
- Sugababes Australian Tour (2023)
- Sugababes UK & Europe Tour (2025)

#### Otros conciertos
- One Night Only at the O2 (2023)

Como teloneras
- Blazin' Squad - UK Tour (2002)
- No Angels - Four Seasons Tour (2002)
- Take That - The Ultimate Tour (2006)
- Westlife - The Wild Dreams Tour (2022)
- Take That – Live at Hyde Park (2023)